# Stadionul Arcul de Triumf
Stadionul Național Arcul de Triumf este un stadion polivalent din București, amplasat în Sectorul 1, pe Bulevardul Mărăști, lângă Arcul de Triumf al cărui nume îl poartă. Fiind construit pe locul fostului Stadion Național de Rugby Arcul de Triumf, stadionul găzduiește meciuri importante de rugby, fotbal, oină etc, inclusiv meciurile de pe teren propriu ale echipei naționale de rugby a României și ale echipei de fotbal Dinamo București.
Primul eveniment sportiv desfășurat pe stadion a avut loc pe 3 iulie 2021, când un număr de 4.400 de spectatori au urmărit meciul de rugby dintre România și Argentina.
Din 2022 o găzduiește temporar și pe FC Dinamo București, până la finalizarea construirii noului Stadion Dinamo. 
Echipele naționale de fotbal ale Austriei și Franței au avut baza la acest stadion în timpul pregătirii și între meciurile de la UEFA Euro 2020.

## Legături externe
Materiale media legate de Stadionul Arcul de Triumf la Wikimedia Commons